# Gomidesia cambessedeana
Gomidesia cambessedeana era uma espécie de plantas da família Myrtaceae, endémica do Brasil. Dois exemplares dessa espécie foram coletados no Rio de Janeiro no começo do século XX, mas ela nunca mais foi encontrada novamente.